# Соловьёв, Сергей Николаевич
Сергей Николаевич Соловьёв (укр. Сергій Миколайович Соловйов; род. 7 марта 1971, Днепропетровск) — советский и украинский футболист, защитник и тренер. Мастер спорта Украины.

## Игровая карьера
Выпускник Днепропетровского спортинтерната. Группа 1971 г. р., тренер — Игорь Ветрогонов.
С 1988 по 1991 годы выступал в дубле днепропетровского «Днепра», откуда перешёл в команду «Темп» (Шепетовка). С этим коллективом выиграл последний Кубок УССР и 06 марта 1992 года дебютировал в высшей лиге чемпионата Украины («Эвис», 1:0). В конце сезона перешёл в «Кривбасс», который боролся за выход в высшую лигу. В составе криворожан стал победителем турнира команд первой лиги 1992 года, и провёл следующий — дебютный сезон команды в «вышке».
В 1994 году перешёл в херсонскую «Таврию» (вторая лига). Тогда же на правах аренды сыграл один матч в высшей лиге за соседний «Николаев».
С 1996 по 1998 годы выступал в российских командах «Сокол-ПЖД» и «Самотрол-ХХІ».
В 1999 году вернулся в «Николаев», который боролся за выживание в высшей лиге. В высшем дивизионе сыграл 10 матчей, к которым в следующих сезонах добавил ещё 30 в первой лиге.

## Тренерская карьера
С 2008 по 2012 год работал старшим тренером молодёжной команды «Кривбасса». Затем работал с командой УВД из Днепропетровска. С 2015 года по 2016 год являлся главным тренером зачепиловского «Колоса», который приводил к двум победам в Суперкубке Харьковской области. В 2017 году возглавил «ВПК-Агро».
Сын Никита играл в дублирующих составах «Днепра», «Нефтяника» и «Кривбасса», а также под руководством отца в клубе УВД.